# 三光正宗
三光正宗株式会社（さんこうまさむね）は、岡山県新見市哲西町上神代に本社を置く日本酒メーカーである。

## 概要
1913年（大正2年）創業。アメリカに移民し苺栽培で成功した創業者の宮田重五郎が帰国して故郷で酒造メーカを創業し現在に至る。商標の「苺マーク」はそれが起源である。
渓流高梁川の名水と地元哲西町産の米にこだわり少量生産をする酒蔵である。
主な商品に清酒「三光正宗」、米焼酎「粋」などがある。主に岡山県北部で流通している。また吟醸古酒や味醂などの商品も製造している。
2010年3月よりニコニコ動画とのコラボレーション商品「ニコ生」「ニコ酎」を通販サイト限定で発売開始した。「ニコ生」は三光生原酒、「ニコ酎」は米焼酎である。

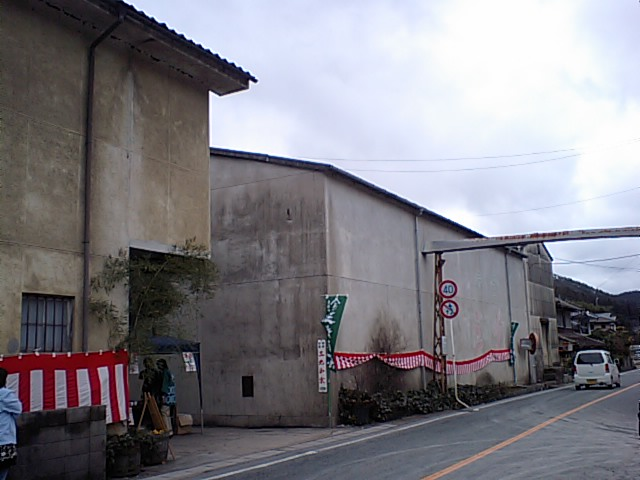
本社工場
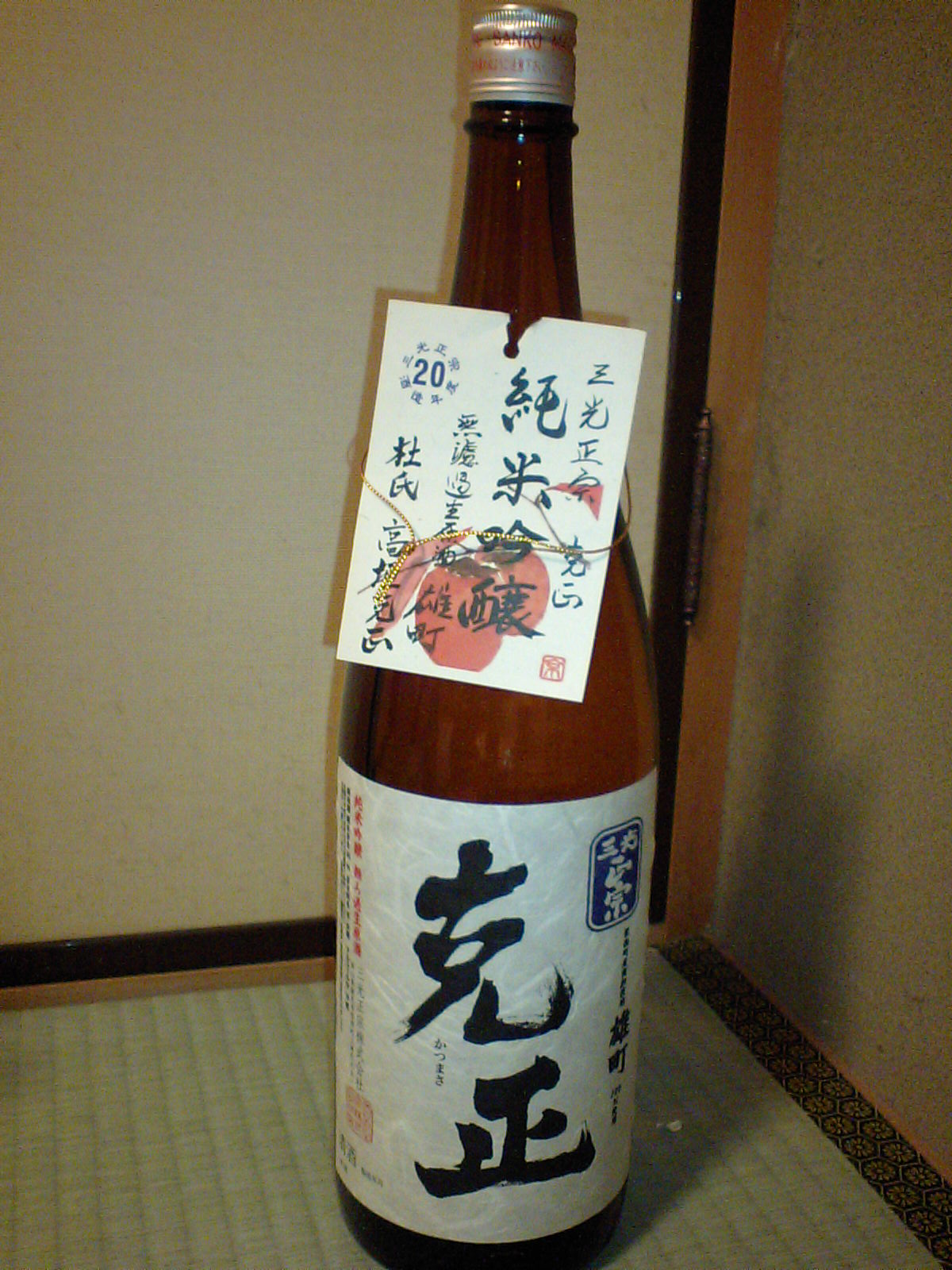
純米吟醸「克正」
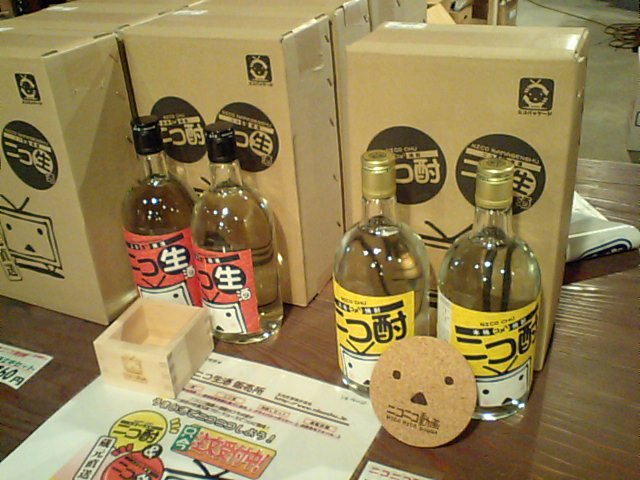
ニコニコ動画とのコラボレーション商品「ニコ生」「ニコ酎」
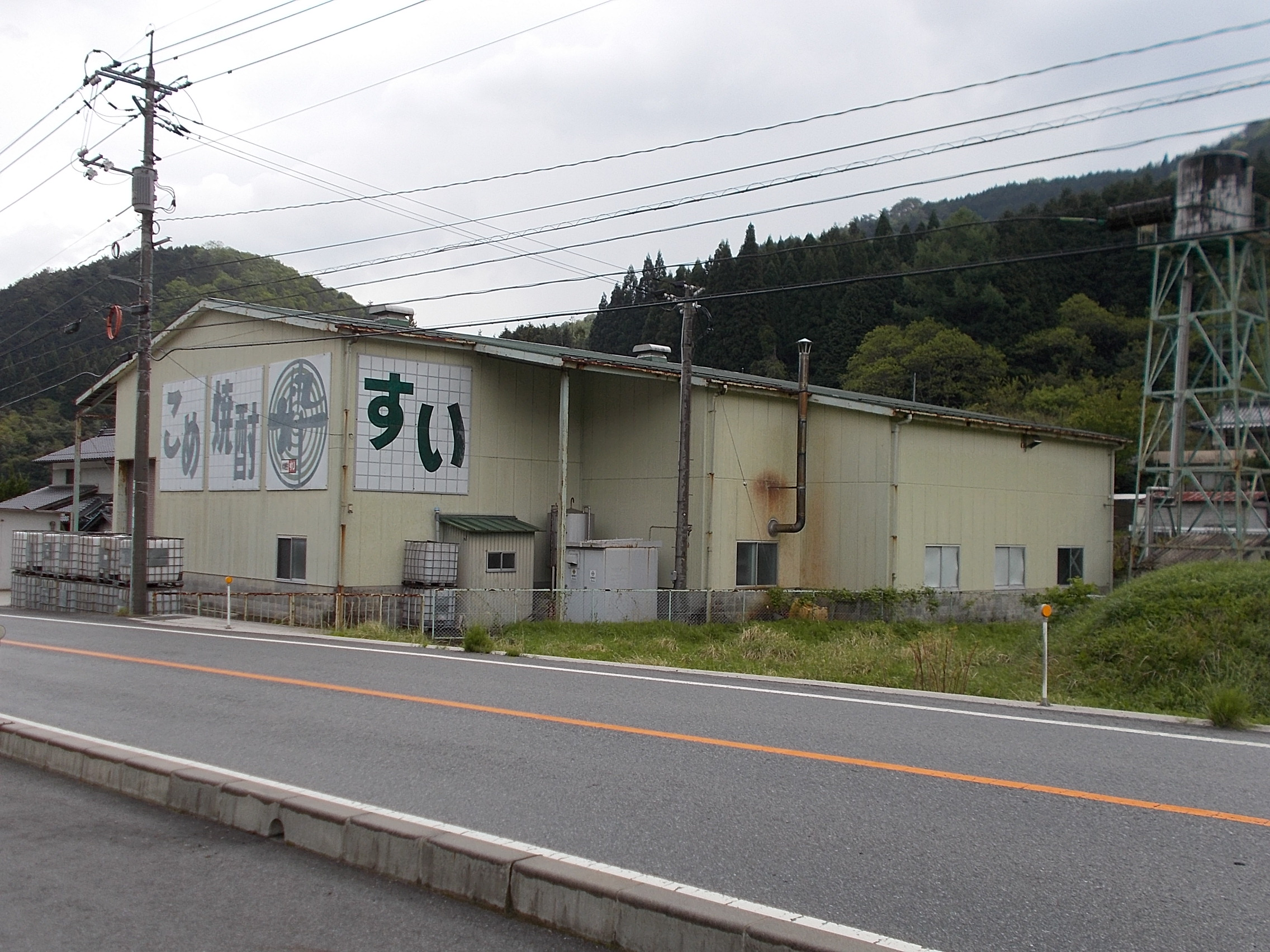
粋・焼酎工場

## 主な商品
- 清酒
  - 三光
  - 三光正宗
  - ひのくち（生原酒）
  - 克正(純米系無濾過生原酒の一部)
  - 天賦三光正宗(純米系無濾過生原酒の一部)

- 焼酎
  - 粋（米）
  - おるぞ（麦）
  - 幾星霜（黍）終売 ⇒ 黍離（しょり）（黍）
  - いも彦（芋）
- 味醂
  - 京辻